# Moše Dajan
Moše Dajan, izraelski general in politik, * 20. maj 1915, † 16. oktober 1981.